# Jimmy Akingbola
Jimmy Akingbola, född 1978 i Plaistow, London är en brittisk skådespelare.
Akingbola har bland annat medverkat i TV-serierna The Tower och HolbyBlue. Han har även medverkat i filmen Mr. Hoppys hemlighet.

## Filmografi (i urval)
- 2007–2008 – HolbyBlue (TV-serie)
- 2010–2011 – Rev. (TV-serie)
- 2015 – Mr. Hoppys hemlighet
- 2021–2023 – The Tower (TV-serie)